# Optima Sportpark
Der OPTIMA Sportpark ist ein Football- und Fußballstadion in Schwäbisch Hall. Er dient als Heimspielstätte der Schwäbisch Hall Unicorns (American Football) und der Sportfreunde Schwäbisch Hall (Fußball).

## Geschichte
Zur Modernisierung des 1949 eröffneten Auswiesenstadions führten die Sportfreunde Schwäbisch Hall und die TSG Schwäbisch Hall 1844 ab 2010 Gespräche mit der Stadt über die Zukunft des Sports in Schwäbisch Hall. Im November 2011 begannen beide Sportvereine mit der Entwicklung eines gemeinsamen Nutzungskonzepts. Zur Umsetzung wurden die Sportpark am Kocher GbR als Bauherr und Vermieter und eine entsprechende Betriebsgesellschaft gegründet.
2013 wurde der Entwurf des Architekten Ulrich Mix als Sieger des Architekturwettbewerbs für den Stadionbau vorgestellt. Der Baubeginn erfolgte 2014, die Fertigstellung nach Verzögerungen im Jahr 2015. Die Baukosten beliefen sich auf rund 2,75 Millionen Euro.
Zur Eröffnung empfingen die Schwäbisch Hall Unicorns am 29. August 2015, die seit 1984 bisher im Hagenbachstadion spielten, die Stuttgart Scorpions in einem Spiel der German Football League. Im selben Jahr wurde der Sportpark am Kocher nach dem in Schwäbisch Hall ansässigen Namenssponsor, der Optima packaging group, in OPTIMA Sportpark umbenannt.
2024 beschlossen die beiden Vereine als Sportpark am Kocher GbR die Erweiterung des Sportparks um einen Kunstrasenplatz für den Nachwuchssport und die Sanierung und Erweiterung der ehemaligen Auwiesen-Tennishalle um ein Kleinspielfeld, einem Athletikbereich und Büroflächen.

## Der Sportpark
Der OPTIMA Sportpark besteht neben dem Rasenfläche aus einer überdachten Haupttribüne mit 1180 Sitzplätzen, Gegentribüne und einem Gebäude mit Umkleideräumen, Technikräumen, Büros und einem Fanshop.
Neben der Nutzung als reguläre Heimspielstätte, werden dort auch der Sparkassen Bundesliga Cup der A-Junioren oder etwa Freundschaftspiele wie gegen den 1. FC Nürnberg und VfB Stuttgart ausgetragen.

## Galerie

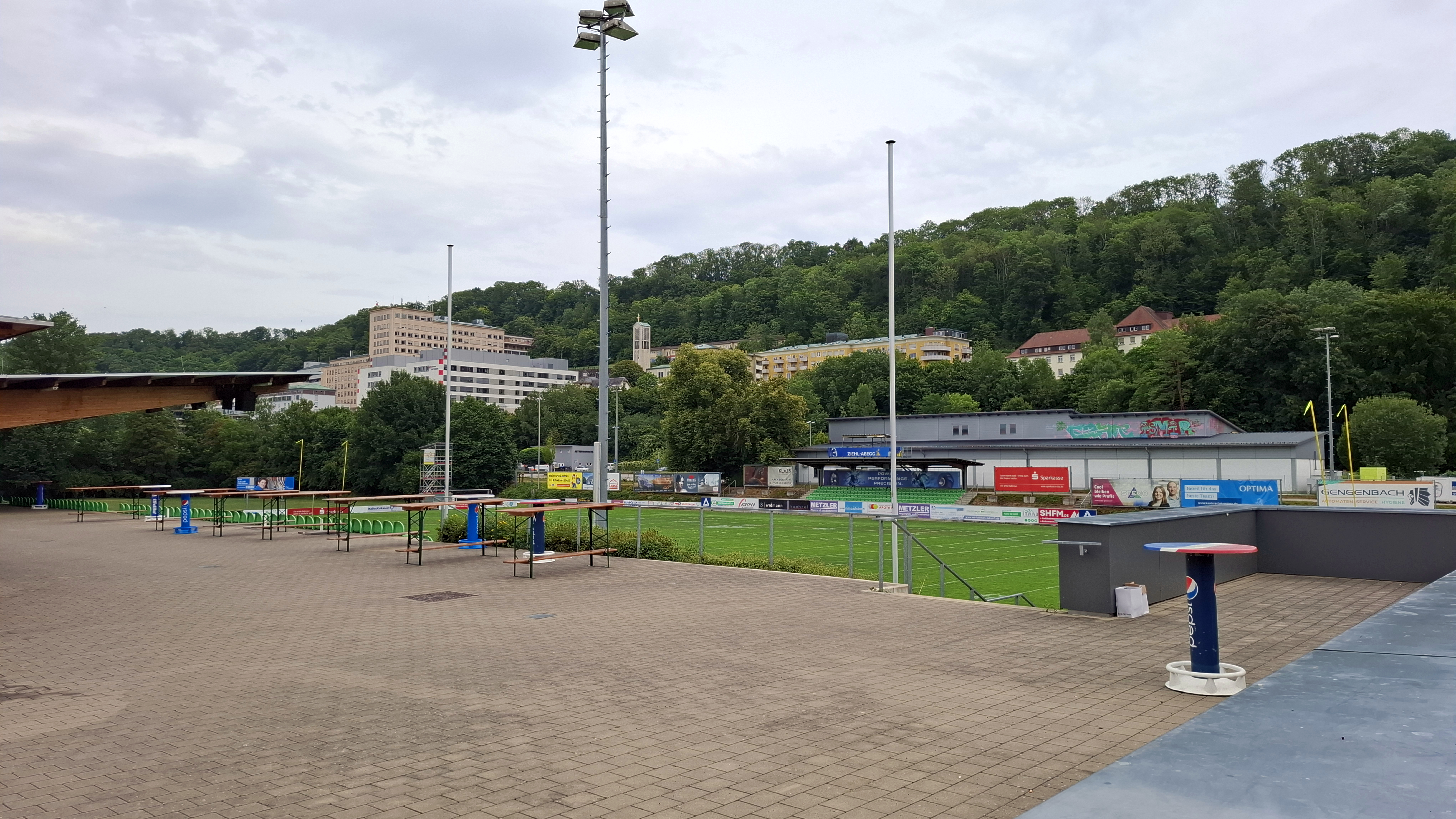
Haupteingang
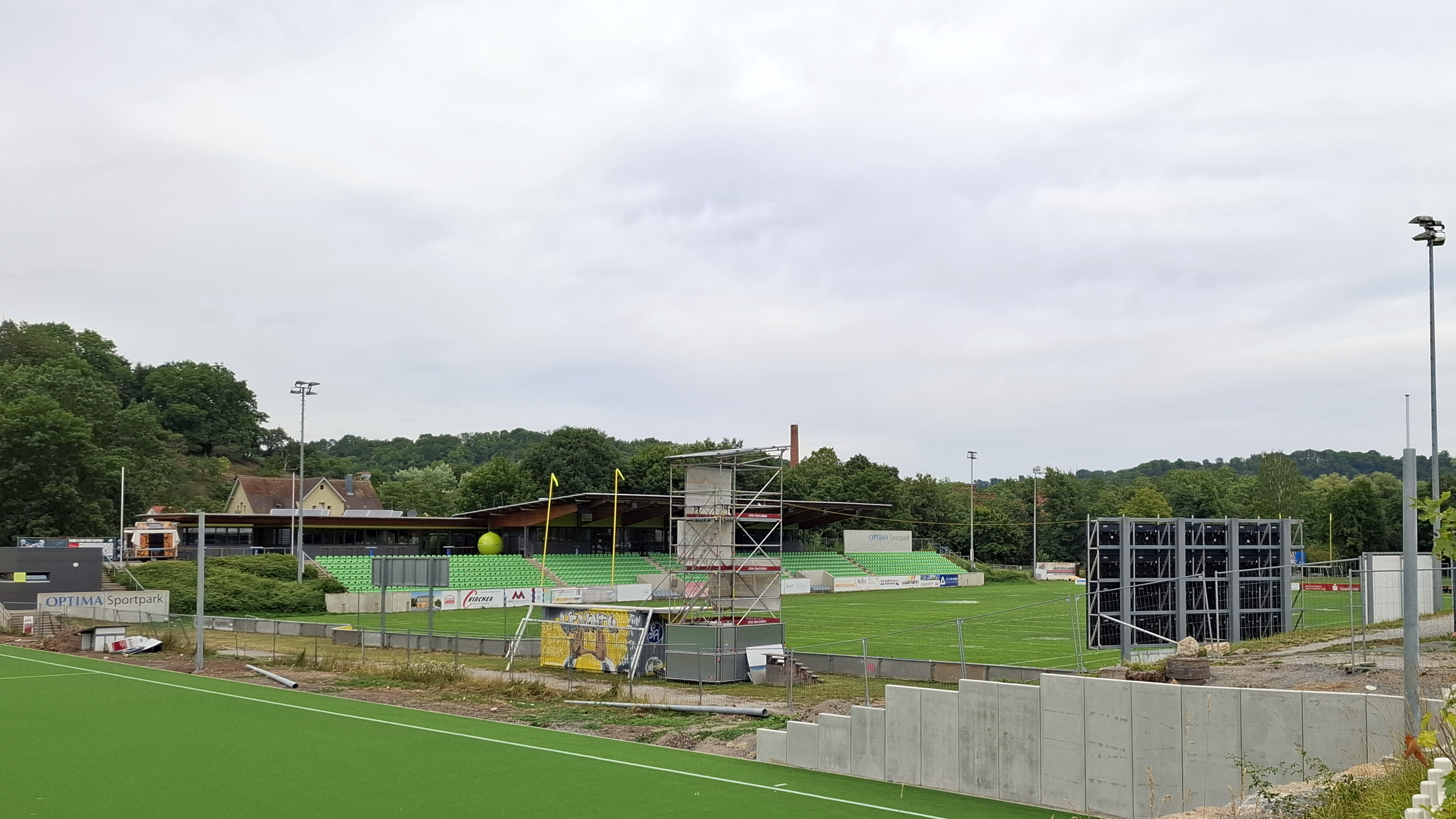
Feld und Tribüne